# Telemonegal
Telemonegal va ser un programa de televisió dedicat a la crítica televisiva. El seu creador i director, Ferran Monegal, hi feia cada setmana un repàs dels continguts i del tractament de les imatges que l'espectador veia per televisió, i l'acompanyava d'una anàlisi crítica i, sovint, irònica, convidant així a la reflexió i al distanciament de la realitat televisiva. El programa s'emetia per Barcelona Televisió i, en diferit, per les cadenes de la Xarxa de Televisions Locals, així com per Televisió de Mallorca abans del tancament.

## Història
Telemonegal va ser el primer programa de crítica de televisió des de la televisió. Creat, presentat i dirigit pel periodista Ferran Monegal, va començar la seva emissió el setembre del 2003 amb la idea inicial de transformar la seva columna d'El Periódico de Catalunya, «Tu i jo som tres», en un programa televisiu. El 28 de juny del 2013 es va emetre el seu últim programa. El presentador va declarar que «són 10 anys d'emissió ininterrompuda i una dècada és el moment perfecte per tancar el cercle».
Als seus inicis el programa tenia una durada de vint-i-dos minuts i constava de diversos vídeos amb la seva crítica corresponent. Amb el temps el programa es va anar ampliant, tant en continguts com en durada, i va passar a durar una hora i mitja: durant la primera mitja part del programa es feia una crítica de vídeos relacionats amb l'actualitat televisiva, i a la segona part es feia una entrevista a un personatge relacionat amb el món de la comunicació. El primer convidat a Telemonegal va ser Mikimoto, i posteriorment hi van anar passant tota una sèrie de personalitats de fora i de dins de l'àmbit televisiu, entre altres: Pepe Rubianes, Jordi Pujol, Jordi Hereu, José Manuel Lara Bosch, Jaume Roures, Juan Luis Cebrián, Mònica Terribas, Luis del Olmo, Olga Viza, Júlia Otero, Josep Cuní, Pilar Rahola, Lorenzo Milá, Àngels Barceló, Jon Sistiaga, Carles Francino, Javier Gurruchaga, Ángel Martín, Chelo García-Cortés, Constantino Romero, Jordi González, Fernando Sánchez Dragó, Isabel Coixet, Juan Echanove, Leo Bassi, Boris Izaguirre, Javier Sardá, Pilar Rahola, Risto Mejide, Josep Tomàs i Miqui Puig.